# Spanyolország a Junior Eurovíziós Dalfesztiválokon
Spanyolország tíz alkalommal vett részt a Junior Eurovíziós Dalfesztiválon.
A spanyol műsorsugárzó a Radiotelevisión Española, amely 1955 óta tagja az Európai Műsorsugárzók Uniójának, és 2003-ban csatlakozott a versenyhez.
Spanyolország egy alkalommal aratott győzelmet (2004).

## Története

### Évről évre
Spanyolország egyike annak a tizenhat országnak, melyek részt vettek a legelső, 2003-as Junior Eurovíziós Dalfesztiválon. Debütálásukkal magasra tették a lécet, mindössze 9 ponttal maradtak le a győzelemről. Másodikként végeztek Horvátország után. A következő évben María Isabelnek sikerült túlszárnyalnia ezt az eredményt. Antes muerta que sencilla című dala 171 pontot összegyűjtve megnyerte a versenyt. A dal a tizennyolc fős mezőnyből nyolc országtól gyűjtötte be a maximális 12 pontot. 2005-ben meg tudták tartani a jó helyezést, ismét másodikak lettek, míg 2006-ban negyedik helyen végeztek.
A spanyol műsorsugárzó 2007-ben visszalépett a versenytől, és csak tizenhárom évre rá tértek vissza, 2019-ben. Ebben az évben bronzérmesek lettek.
A következő évben szintén harmadikak lettek, ezúttal kevesebb ponttal. 2021-ben szerezték meg legrosszabb eredményüket, amikor a tizenkilenc fős mezőnyben tizenötödikként végeztek. Ez volt az első alkalom, amikor nem jutottak a legjobb öt közé. A következő évben azonban a legjobb tíz között voltak, hatodikak lettek. 2023-ban Sandra Valero mindössze 27 ponttal maradt le a győztes Franciaország mögött. 2005 után az ország ismét második helyezett lett. 2024-ben miután Franciaország lemondott a rendezés jogáról, Spanyolország először adott otthont a versenynek. Hazai színekben Chloe DelaRosa hatodik helyezést ért el.
Az ország eddigi részvételei során egy év kivételével minden évben a legjobb tíz között végzett, így a verseny egyik legsikeresebb országa.

### Nyelvhasználat
Spanyolország eddigi tíz versenydalából kilenc teljes egészében spanyol nyelvű volt, míg egy spanyol és angol kevert nyelvű volt.
2023-as daluk tartalmazott többször ismételt kifejezéseket angol, francia, olasz és portugál nyelven is.

### Nemzeti döntő
Az ország debütálását követő négy évben a spanyol nemzeti válogató a Junior Eurovíziós Dalfesztiválra az Eurojunior nevet viselte, amely egyike volt azoknak a nemzeti válogatóknak, amelyek által sikerült az országnak megnyernie a dalfesztivált. 2007-es visszalépésük után azonban nem rendezték meg a válogatóműsort. A 2019-es visszatérésükkor viszont belső kiválasztás mellett döntöttek, azóta ezt a formátumot használják.

## Résztvevők
| Év   | Előadó           | Dal                       | Magyar fordítás                     | Helyezés | Pontszám |
| ---- | ---------------- | ------------------------- | ----------------------------------- | -------- | -------- |
| 2003 | Sergio           | Desde el cielo            | A mennyből                          | 2.       | 125      |
| 2004 | María Isabel     | Antes muerta que sencilla | Inkább a halál, mint az egyszerűség | 1.       | 171      |
| 2005 | Antonio José     | Te traigo flores          | Hozok neked virágot                 | 2.       | 146      |
| 2006 | Dani             | Te doy mi voz             | Neked adom a hangom                 | 4.       | 90       |
|      |                  |                           |                                     |          |          |
| 2019 | Melani García    | Marte                     | Mars                                | 3.       | 212      |
| 2020 | Soleá            | Palante                   | Előre                               | 3.       | 133      |
| 2021 | Levi Díaz        | Reír                      | Nevetni                             | 15.      | 77       |
| 2022 | Carlos Higes     | Señorita                  | Kisasszony                          | 6.       | 137      |
| 2023 | Sandra Valero    | Loviu                     | Szeretlek                           | 2.       | 201      |
| 2024 | Chloe DelaRosa   | Como la Lola              | Mint Lola                           | 6.       | 144      |
| 2025 | Gonzalo Pinilios |                           |                                     |          |          |

## Szavazástörténet

### 2003–2024
| Hely | Ország             | Pont |
| ---- | ------------------ | ---- |
| 1.   | Franciaország      | 49   |
| 2.   | Románia            | 42   |
| 3.   | Hollandia          | 42   |
| 4.   | Grúzia             | 41   |
| 5.   | Ukrajna            | 37   |
| 6.   | Örményország       | 36   |
| 7.   | Egyesült Királyság | 34   |
| 8.   | Lengyelország      | 32   |
| 9.   | Fehéroroszország   | 30   |
| 10.  | Portugália         | 29   |

| Hely | Ország             | Pont |
| ---- | ------------------ | ---- |
| 1.   | Hollandia          | 69   |
| 2.   | Észak-Macedónia    | 57   |
| 3.   | Egyesült Királyság | 51   |
| 4.   | Málta              | 50   |
| 5.   | Fehéroroszország   | 44   |
| 6.   | Franciaország      | 43   |
| 7.   | Ciprus             | 43   |
| 8.   | Lengyelország      | 41   |
| 9.   | Románia            | 40   |
| 10.  | Belgium            | 39   |

Spanyolország még sosem adott pontot a döntőben a következő országoknak: Bulgária, Németország, Szerbia és Montenegró, Svájc, Wales
Spanyolország még sosem kapott pontot a döntőben a következő országtól: Bulgária

## Rendezések

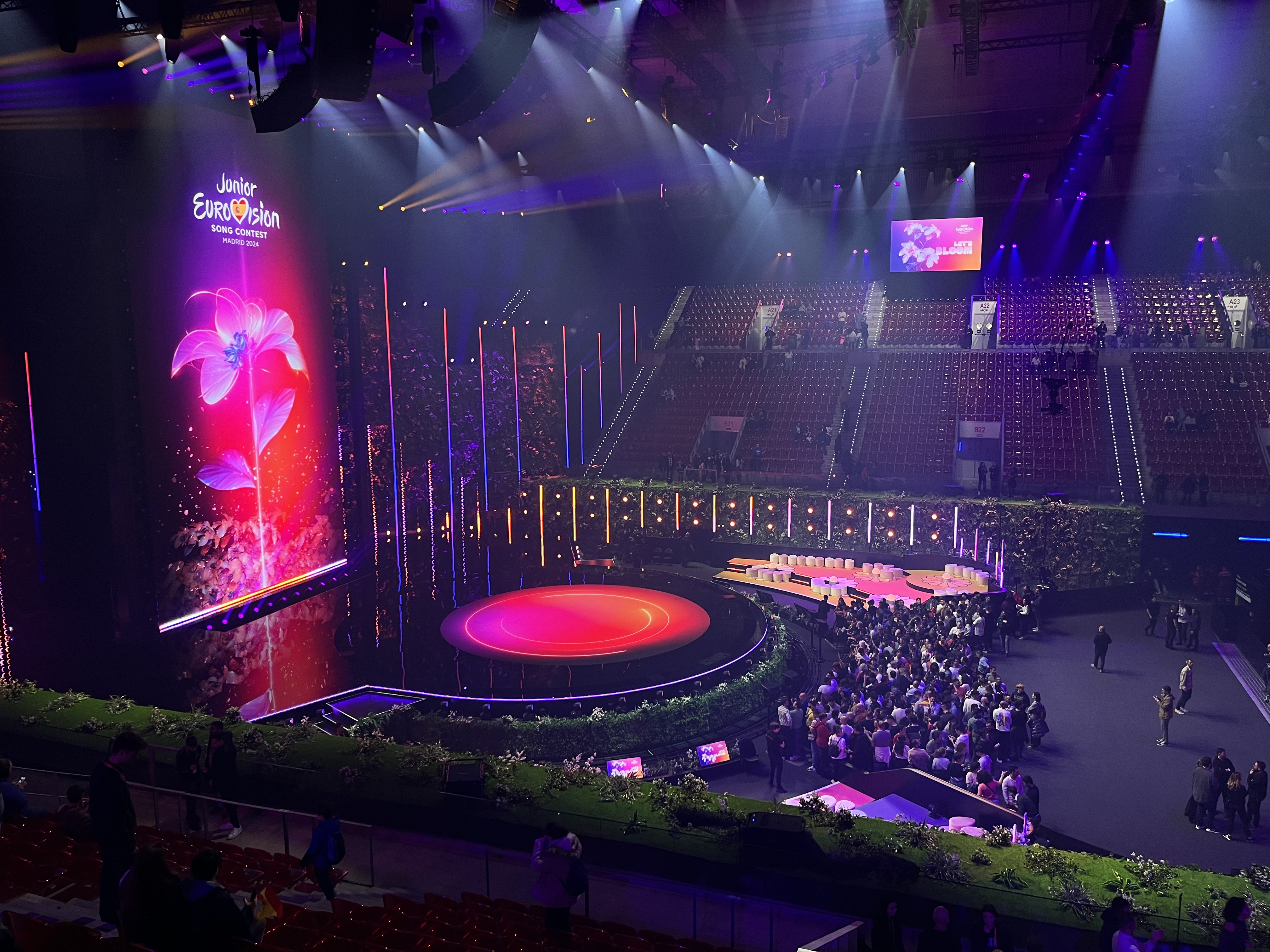
A 2024-es madridi verseny színpada

Az Eurovíziós Dalfesztivállal ellenben itt nem az előző évi győztes rendez, hanem pályázni kell a rendezés jogára.
2023-as győzelme után Franciaország visszautasította a dalfesztivál következő megrendezését. 2024. február 14-én vált hivatalossá, hogy Spanyolország ad otthont a versenynek. Ez volt az első alkalom a Junior Eurovíziós Dalfesztiválok történetében, hogy Spanyolország rendezte a versenyt. 2024. május 10-én vált hivatalossá, hogy Madrid ad otthont a gyermek versenynek.
2024. szeptember 3-án ismertették dalfesztivál hivatalos mottóját, mely Let’s Bloom lett, ami magyarul azt jelenti, hogy Virágozzunk!. A koncepció a természetet példának véve befolyásolja azt az elképzelést, hogy a fiatal művészek virágoznak egy olyan jövő felé, ahol önmaguk lehetnek és szabadon, egészségesen, biztonságosan és sokrétűen kifejezhetik magukat. A virágok és a virágzás fogalma magából a természetből ered, ahol annyi sokféleség van, és amelyben minden harmonikus és szép. A szlogen mellett ugyanezen a napon mutatták be a verseny logóját is, amelyen egy kinyíló virág képe szerepel, ez a fiatal művészek virágzására utal. A dalfesztivál műsorvezetőit 2024. szeptember 12-én jelentették be Marc Clotet, Melani García és Ruth Lorenzo személyében. Ez volt a hetedik alkalom, hogy három házigazdája volt a műsornak.
| Év   | Város  | Helyszín    | Műsorvezetők                               | Résztvevők | Szlogen     |
| ---- | ------ | ----------- | ------------------------------------------ | ---------- | ----------- |
| 2024 | Madrid | Caja Mágica | Marc Clotet, Melani García és Ruth Lorenzo | 17         | Let's Bloom |

## Háttér
| Év        | Rendező                                          | Kommentátor                                      | Pontbejelentő                                    |
| --------- | ------------------------------------------------ | ------------------------------------------------ | ------------------------------------------------ |
| 2003      | Koppenhága                                       | Fernando Argenta                                 | Jimmy Castro                                     |
| 2004      | Lillehammer                                      | Fernando Argenta                                 | Lucho                                            |
| 2005      | Hasselt                                          | Beatriz Pécker és Lucho                          | Gonzalo Gutiérrez Blanco                         |
| 2006      | Bukarest                                         | Fernando Argenta és Lucho                        | Lucía                                            |
| 2007–2018 | Nem vettek részt és nem közvetítették a versenyt | Nem vettek részt és nem közvetítették a versenyt | Nem vettek részt és nem közvetítették a versenyt |
| 2019      | Gliwice                                          | Tony Aguilar és Julia Varela                     | Violeta Leal                                     |
| 2020      | Varsó                                            | Eva Mora, Tony Aguilar és Víctor Escudero        | Melani García                                    |
| 2021      | Párizs                                           | Julia Varela és Tony Aguilar                     | Lucía Arcos                                      |
| 2022      | Jereván                                          | Julia Varela és Tony Aguilar                     | Juan Digeo Álvarez                               |
| 2023      | Nizza                                            | Julia Varela és Tony Aguilar                     | Juan Digeo Álvarez                               |
| 2024      | Madrid                                           | Julia Varela és Tony Aguilar                     | Carlos Higes                                     |
| 2025      | Tbiliszi                                         |                                                  |                                                  |

## Galéria

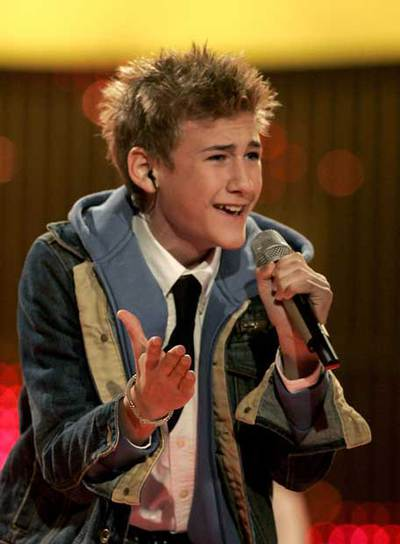
Dani Bukarestben (2006)
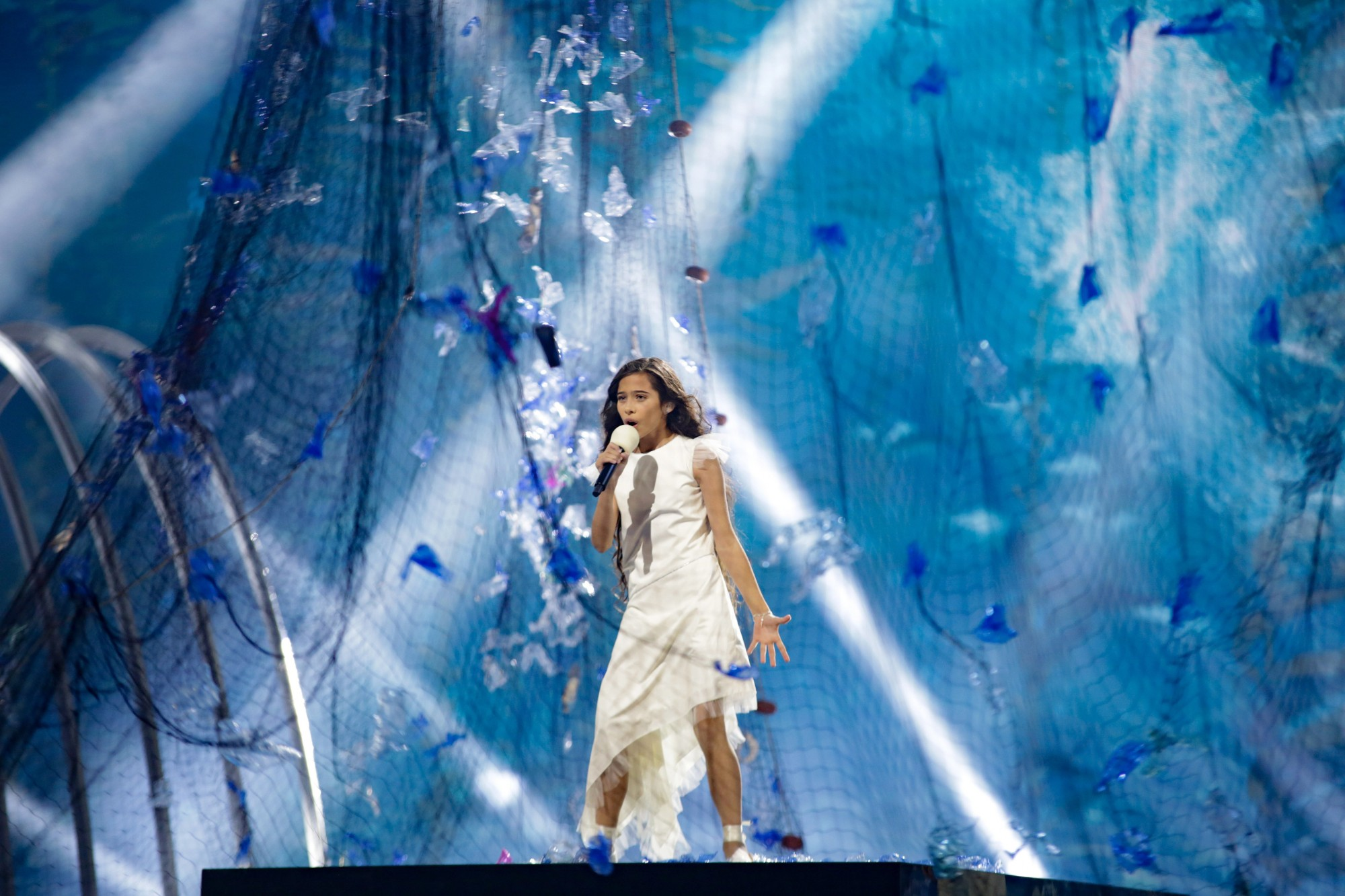
Melani García Gliwicében (2019)
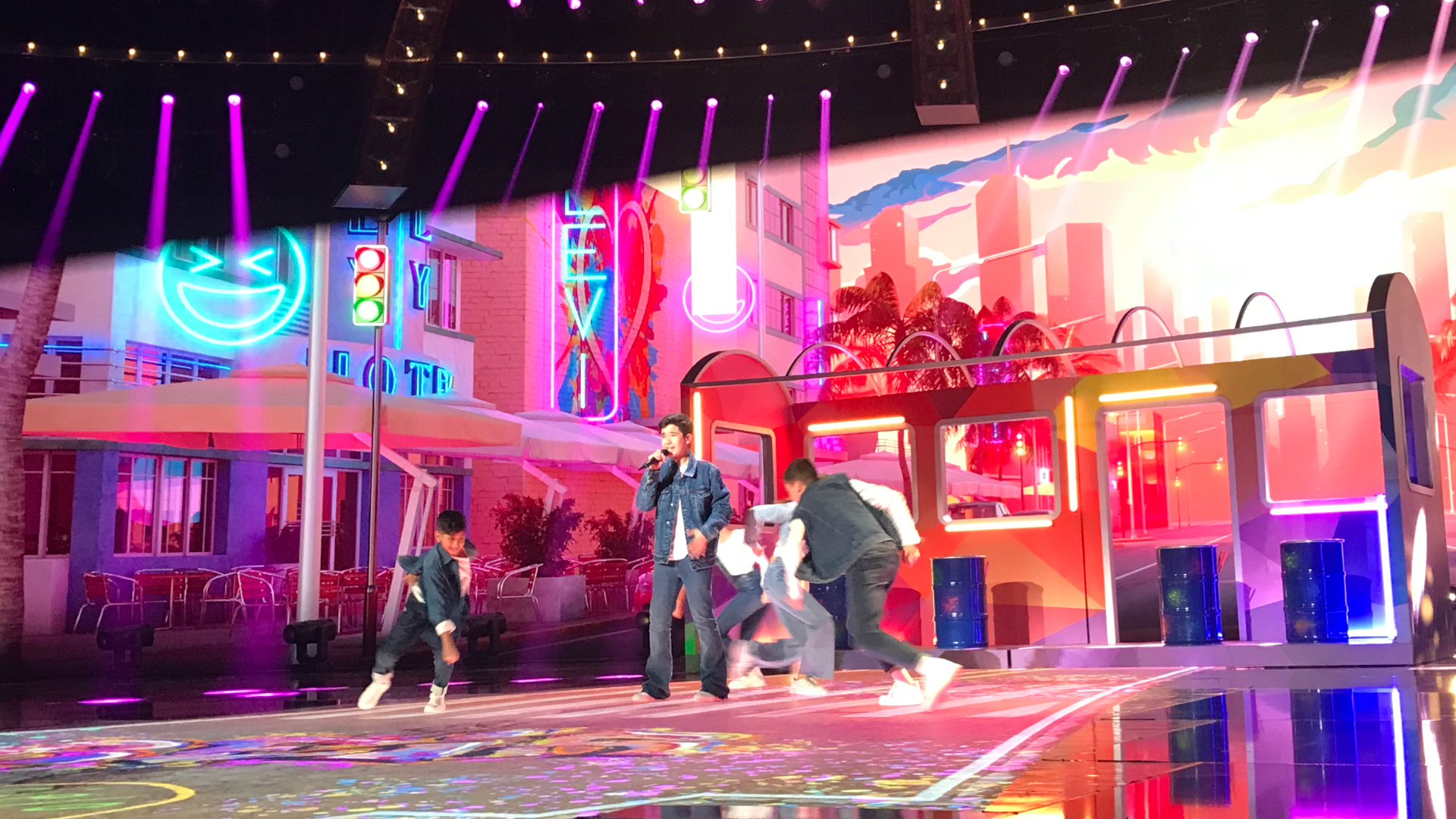
Levi Díaz Párizsban (2021)
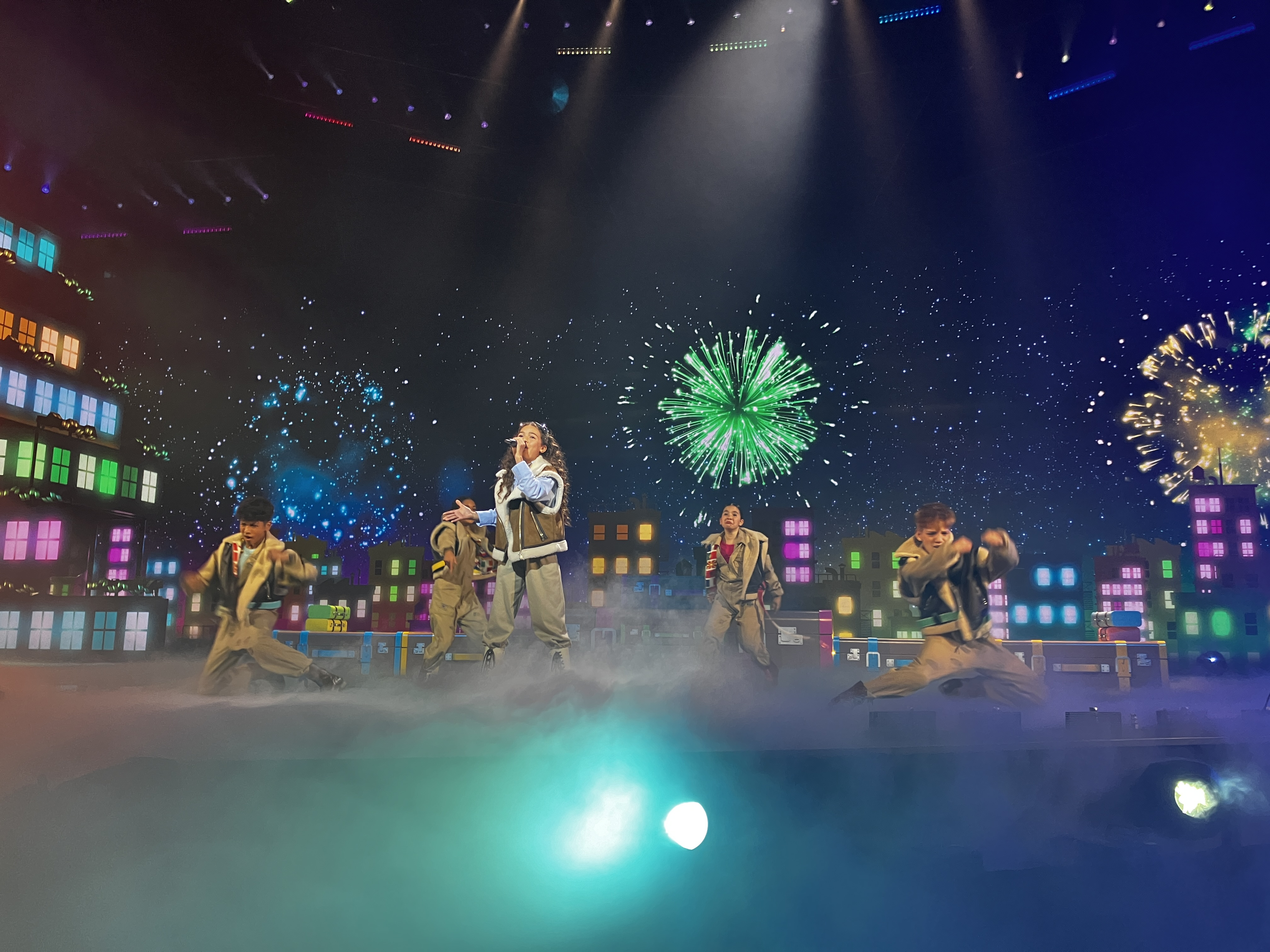
Sandra Valero Nizzában (2023)

## Lásd még
- Spanyolország az Eurovíziós Dalfesztiválokon